# Brownsweg
Brownsweg (ou Bronsweg) é uma cidade do Suriname, localizada no distrito de Brokopondo, a 75 metros acima do nível do mar. Tem população estimada em 2939 habitantes.